# Thyrfing
I Thyrfing sono un gruppo viking metal svedese formatosi nel 1995. Il gruppo prende il nome dalla spada reale Tyrfing della mitologia norrena.

## Storia
I Thyrfing si formano nel 1995 grazie a Patrik Lindgren (chitarra), Jocke Kristensson (batteria), Peter Löf (tastiera), Kimmy Sjölund (basso). All'inizio la band fu concepita come un side project, infatti Patrik e Jocke focalizzavano la loro attenzione sulla loro band principale, i Patheon (da non confondersi con la band ANSBM con lo stesso nome). La mitologia norrena e i Vichinghi furono sempre di grande interesse per tutti i membri della band, così i testi delle loro canzoni e le tematiche ruotano ancora intorno a questi argomenti. In principio, le sonorità erano caratterizzati da una batteria lenta, chitarre pesanti e una melodia filo-medievale.
Inizialmente i Thyrfing produssero due Demo che procurarono al gruppo una discreta fama, alla quale segui la firma con la casa discografica Hammerheart Record, olandese, nel 1997.
Il primo album fu registrato nel 1998 nei Sunlight's Studios di Stoccolma.
Il secondo, prodotto nello stesso anno negli Abyss Studios, si presentò molto più sinfonico del precedente; mantenne comunque ben salde le sue radici in ambito metal e saldi erano i contatti coi le opere del passato.
Dopo una pausa, Tommy Tägtgren ritornò a suonare e nel 2000 i Thyrfing pubblicarono il loro terzo album, Urkraft, il quale fu accompagnato da un minitour con Primordial e Shadowbreed in Belgio, Paesi Bassi e Germania.
Nel 2001 nei Dig-Out Studios insieme a Daniel Bergstrand pubblicarono il loro album più maturo, Vansinnesvior (Songs of Madness), che verrà distribuito nel giugno dell'anno dopo. È considerato un passo in avanti per la band: le chitarre infatti sono più impostate, le tastiere più frequenti e segna il passaggio al Viking Svedese, un genere ben definito.
Nell'inverno 2001 per supportare il loro album fanno una serie di concerti con i Freedom Call e i Dismember a Stoccolma e nel Benelux con i Cruachan.
Il 2003 fu un anno caratterizzato da una gran quantità di live: presenziarono anche al Wacken Open Air e numerose furono le prestazioni insieme a Skyfire, Ancient Rites e Primordial.
Nell'Aprile del 2005 i Thyrfing entrano negli EMI Studios per registrare la loro quinta fatica, intitolata Farsotstider (Periodo di piaghe), pubblicata nel novembre dello stesso anno. Questo album a differenza dei precedenti lascia lievemente le melodie e i temi norreni dei precedenti lavori, e parla più nello specifico della peste giunta in Scandinavia. Presenta inoltre una sonorità più black con una lieve riduzione delle tastiere e dell'aspetto epico.
Il 2006 va ricordato come la prima data negli USA dei Thyrfing, assieme ai Moonsorrow e ai Primordial.
Nel 2007 la band annunciò che il cantante Thomas Väänänen e il chitarrista Henrik Svegsjö avrebbero lasciato il gruppo a causa di una perdita di interesse. Al posto di Thomas, sopraggiunse l'ex cantante dei Naglfar, Jens Rydén. Nessun rimpiazzo invece per Henrik, in quanto la band ha deciso di continuare con un solo chitarrista.
Il 22 ottobre 2008 venne fatto uscire l'album Hels Vite.

## Formazione

### Formazione attuale
- Jens Rydén - voce
- Patrik Lindgren - chitarra
- Kimmy Sjölund - basso
- Peter Löf - sintetizzatore
- Joakim Kristensson - batteria

### Ex componenti
- Thomas Väänänen - voce (1996-2006)
- Henrik Svegsjö - chitarra (1998-2006)
- Vintras - chitarra (1997-1998)

## Discografia

### Album in studio
- 1998 - Thyrfing
- 1999 - Valdr Galga
- 2000 - Urkraft
- 2002 - Vansinnesvisor
- 2005 - Farsotstider
- 2008 - Hels Vite
- 2013 - De Ödeslösa

### EP
- 1999 - Hednaland
- 1999 - Solen Svartnar

### Demo
- 1995 - Solen Svartnar
- 1996 - Hednaland